# ولاية تندوف
27°40′00″N 8°09′00″W / 27.666667°N 8.15°W
ولاية تندوف ولاية جزائرية تقع في الجنوب الغربي للبلاد. تبعد عن عاصمة البلاد بـ 1750كلم. وهي قريبة من الحدود الموريتانية والمغربية والصحراء الغربية، ولذلك فهي ذات أهمية إستراتيجية وتضم قواعد عسكرية جزائرية. ومنذ 1975 تضم المخيمات اللاجئين الصحراويين التي تشرف عليها جبهة البوليساريو، حركة التحرير الوطنية الصحراوية.

## أصل التسمية
تندوف كلمة تين تعني المكان ودوف تعني الطواف وتينطوف: وهو مكان الطواف الذي يزوره الناس لأهمية التجارية والدينية.

## المناخ
مناخها صحراوي حار وجاف صيفا ومعتدل في الشتاء تتراوح درجة الحرارة بين 25° و30° درجة شتاء وما بين 35° و45° صيفا، كما تعرف بليلها البارد طيلة السنة ويحتوي الجو على نسبة 30 % من الرطوبة.

## السكان
| ذكور  | فئة عمرية     | إناث  |
| ----- | ------------- | ----- |
| 75    | 85 سنة وأكثر  | 49    |
| 102   | 80 إلى 84 سنة | 57    |
| 174   | 75 إلى 79 سنة | 121   |
| 233   | 70 إلى 74 سنة | 144   |
| 364   | 65 إلى 69 سنة | 304   |
| 461   | 60 إلى 64 سنة | 346   |
| 672   | 55 إلى 59 سنة | 638   |
| 792   | 50 إلى 54سنة  | 740   |
| 1٬150 | 45 إلى 49 سنة | 1٬069 |
| 1٬584 | 40 إلى 44 سنة | 1٬321 |
| 1٬737 | 35 إلى 39 سنة | 1٬575 |
| 1٬964 | 30 إلى 34 سنة | 1٬960 |
| 2٬413 | 25 إلى 29 سنة | 2٬547 |
| 2٬453 | 20 إلى 24 سنة | 2٬608 |
| 2٬618 | 15 إلى 19 سنة | 2٬489 |
| 2٬561 | 10 إلى 14 سنة | 2٬524 |
| 2٬484 | 5 إلى 9 سنوات | 2٬611 |
| 3٬116 | 0 إلى 4 سنوات | 3٬049 |
| 42    | غير معروف     | 0     |

## التقسيم الإداري

الخريطة الإدارية للولاية

تضم الولاية دائرة واحدة هي دائرة تندوف والتي تضم بلديتين هي:
- 1- بلدية تندوف.
- 2- بلدية أم العسل.

## الحضيرة الطبيعية

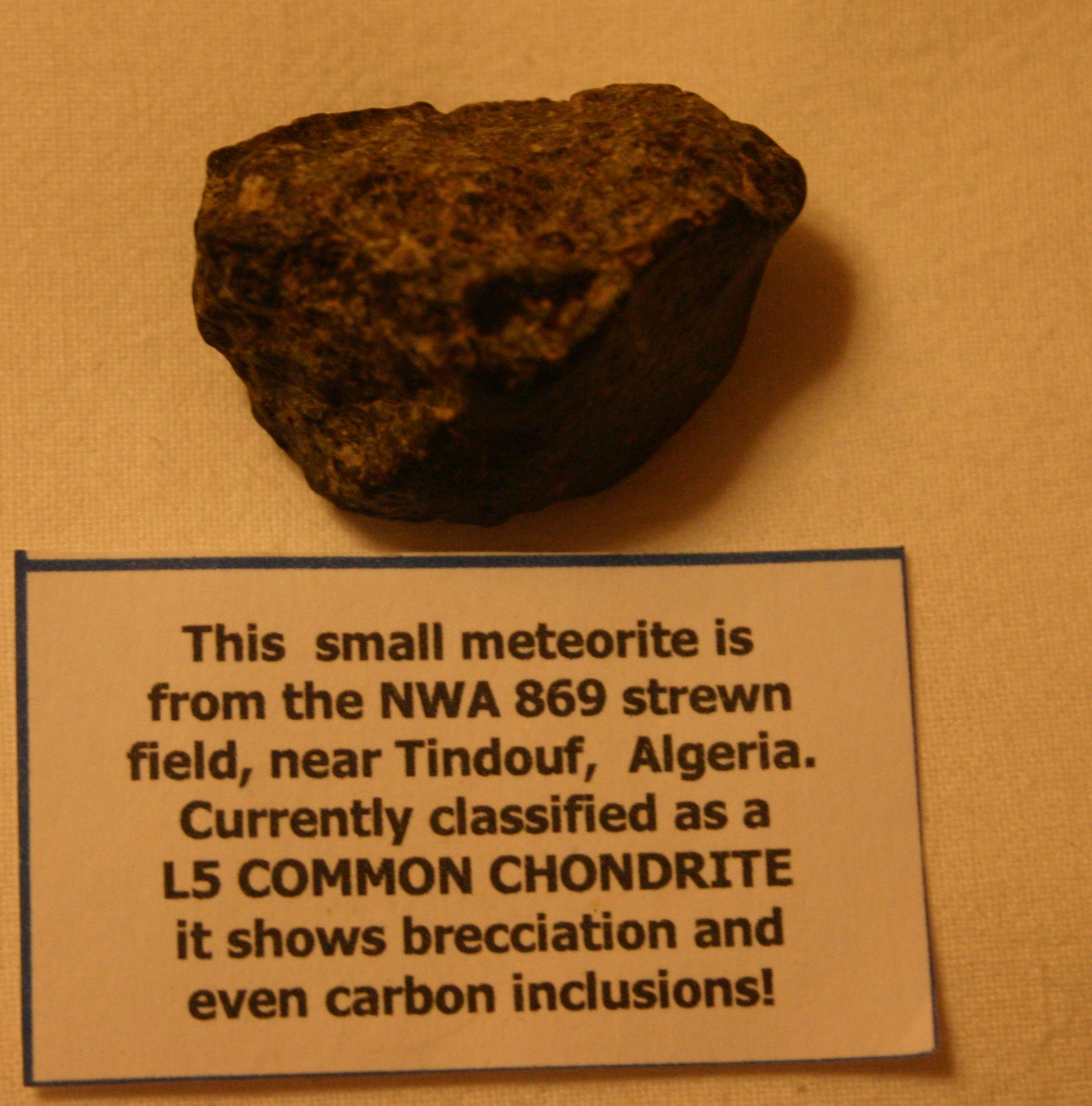
هذا النيزك الصغير من حقل نوكا 869 المتناثر، بالقرب من تندوف، الجزائر. تصنف حاليا باعتبارها L5 COMMON CHONDRITE فإنه يدل على brecciation وحتى شوائب الكربون

تتربع الحضيرة على مساحة تقدر ب 168000 كلم مربع
محور مركالة - بوعقبة
1. الحجرة الرويانة (رسوم صخرية)
2. وادي الشق
3. فرقش
4. أم الطوابع
5. تفقومت
6. القبور ذات أعمدة الطويلة الشواهد الجنائزية السلوقية - كرب الناقة
7. بقايا الأحواض المائية

### الثروات الحيوانية
تتمثل في الغزلان، الإبل، الماعز، الضب، الضبع وقد انقرضت كل الحيوانات البرية خاصة بعد التطور العمراني الكبير الذي شهدته المدينة سنوات التسعينات.

### الثروات النباتية

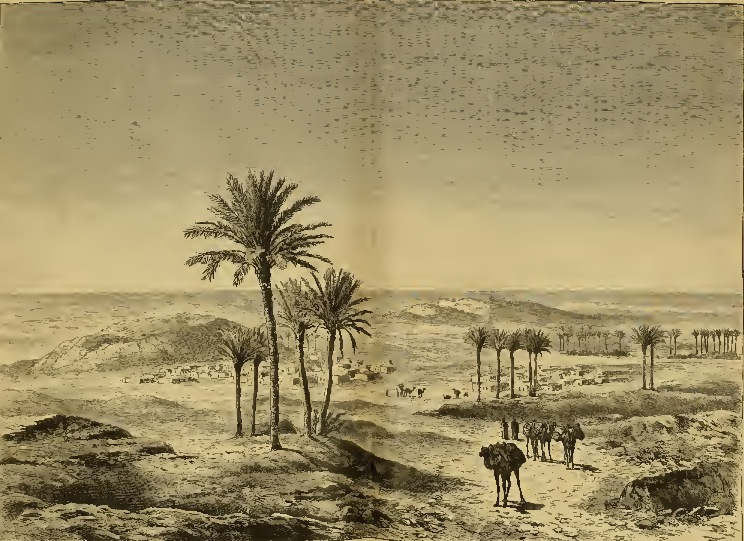
واحة بتندوف سنة 1880

تتمثل في أتيل الطلح، التمات، العلك.

## الحمادة والعرق
- حمادة توناسين
- عرق شاش
- عرق إقيدي

## السياحة

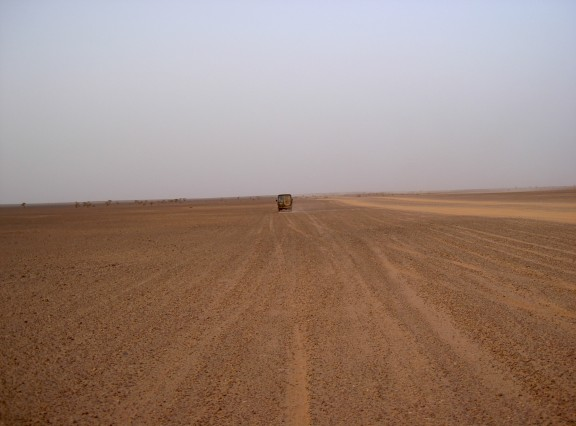
صحراء تندوف

هي السحر حين يُبدعه الخالق سبحانه، رغم قساوتها وقساوة المعيشة فيها إلا أنها تحفظ عادات العرب وأعرافهم وتأخذ بالألباب وتسحر الحواسّ وتُخدّرها، هي مدينة تندوف، هذه الولاية الساحرة ببريق رمالها، وبخضرة واحاتها المعروفة بكرم أهلها، ذات المساحة الشاسعة والقصور النادرة والمخطوطات النفيسة.

### قصور تاريخية وقصبات خالدة
عندما تعتزم القيام بجولة سياحية إلى ولاية تندوف، عليك الانطلاق من داخل المدينة حيث يتواجد أهم القصور التاريخية التي تتشكل من قصبات كما تداول ذلك من قبل السكان، وهي قصبة الرماضين وتوجد بها خزانة للمخطوطات النفيسة والوثائق التاريخية، وقصبة موساني العتيقة التي يوجد بها مقر زاوية محمد المختار بن بلعمش وهو أحد الوجوه التاريخية البارزة بالمنطقة، ويقابلها «المسجد العتيق» وضريح «الولي الصالح محمد المختار بن بلعمش»، إضافة إلى مجموعة من الدور التاريخية التي ما تزال شواهدها باقية إلى اليوم كدار الديماني بحي القصابي و«دار عيشة» بالرماضين وغيرها من الدور ذات الطابع الهندسي المميز للمنطقة، ومن جهة أخرى تتواجد أضرحة منتشرة عبر تراب المدينة كضريح سيد العرابي بحي القصابي، وقد عرفت تلك الأماكن السياحية داخل مدينة تندوف توافدا للعديد من زوار المنطقة كالسياح والمثقفين فضلا عن زيارتها من طرف تلامذة المدارس بغرض غرس مفاهيم التراث في أذهان الناشئة وتعريفهم بالآثار.

### دار البرتغيز أحد المعالم الأثرية النادرة والغريبة
يوجد في مدينة تندوف آثار على شكل هرمي بمنطقة واد أزام والمعروفة لدى أغلبية سكان الجهة بـ دار البرتغيز، وتعني الكلمة البرتغاليين، ويمثل أحد المعالم الأثرية النادرة والغريبة على حد سواء، وهي دار مربعة الشكل بها مجموعة من البيوت المفصلة بنفس الحجم والمقاس، وتوجد بقايا برجة مصنوعة من الصفائح الحجرية التي يمكن أن يكون الإنسان القديم الذي عمر بالمنطقة قد صنعها وشكلها، والذي امتاز بالقوة وضخامة الجسم.
وتوجد إلى جانب ذلك، آثار مختلفة كالقلعة ذات الشكل الهرمي، والمداخل والأبواب المتعددة بضواحي واد الماء (أم لعشار)، وتحيط بالمكان نصب جنائزية، حيث تشير الحكايات المستقاة من الرحّل المتواجدين على ضفاف وحواشي الأودية، أنها قبور الهلاليين الذين كانوا يمتازون بطول القامة، كما توجد على جنبات القبور الدائرية التي ترتفع منها أعمدة حجرية يصل طول بعضها إلى مترين أو أزيد، إضافة إلى تواجد بقايا الجماجم والعظام البالية، تتحدث الحكاية الشعبية هناك عن وجود متاع وأوان قديمة قد دفنت مع أصحابها منذ عقود من الزمن.

### (أجفار) الأشكال الهرمية والنصب الجنائزية
يفضل البعض من سكان ولاية تندوف قضاء عطلهم خارج المدينة للتمتع بهواء المناطق السياحية بالمناطق النائية كمنطقة «أجفار»، وهي عبارة عن تنوع جغرافي في غاية الروعة، إضافة إلى المعالم الأثرية ذات الأشكال الهرمية والنصب الجنائزية المنتشرة عبر فضاء صحراء الولاية لاسيما بمناطق «لكحال» و«شنشان» على مسافة تزيد على 500 كلم، وهي أماكن مليئة بالرسومات الصخرية ونقوشات الحيوانات كالبقر والفيلة والتيس والإبل والطيور وغيرها، مع تواجد أشكال مختلفة من أدوات الصيد التقليدي القديم لآلاف السنين كالأحجار المدببة الرؤوس والأسهم الحجرية، كما تزخر منطقة الزمول من جهة أخرى بآثار سياحية كبيرة كالثكنة العسكرية من عهد الاستعمار التي كانت بمثابة السجن الاستعماري بقرية «حاسي منير»، فضلا على تواجد البحيرات المائية والسبخات والآثار المنتشرة بمنطقة «سطح القمر» و«قاع بحر» بهضبة «أم الطوابع»، وهي فضاءات قابلة لبعث عالم سياحي جديد بتندوف وتكريس حقيقي للثقافة السياحة.

### الصناعة التقليدية
أهم مسلك للتعريف بالتراث اللامادي
تعتبر الصناعة التقليدية بتندوف أهم مسلك للتعريف بالتراث اللامادي الذي تزخر به المنطقة، وحقق فيه الحرفيون المحليون شأنا كبيرا بمهارة وإتقان مما جعل الصناعة الحرفية التندوفية تأخذ مكانة أساسية ضمن الثقافة السياحية لما يكثر عليها من طلب داخل وخارج الولاية من حيث اقتناء التحف الجلدية المزخرفة أو القلائد التقليدية وغيرها من مستلزمات الديكور التقليدي والهدايا.
يبقى أن نشير إلى أن السياحة الشبانية تلعب أيضا دورا كبيرا في التعريف بالمناطق السياحية عبر الوطن وتروج للمشهد السياحي المحلي عبر الولايات وهو ما جسدته بيت الشباب بتندوف التي نظمت فيما مضى أسبوعا إعلاميا للسياحة الشبانية شاركت فيه بعض الولايات كالشلف والنعامة وتلمسان وعين الدفلى وبشار بالإضافة إلى الجمعيات المعنية بالموروث التراثي حيث مكن هذا الأسبوع من نشر وعرض المكونات السياحية للولايات المشاركة مما سمح لشباب تندوف من الاطلاع عن قرب على الثراء السياحي الوطني.

## الفن
«معروف سيدي بلال»..عندما تُحكى الثقافة بعذوبة الصوت ورهافة الحس، تظاهرة «معروف سيدي بلال» أكثر التظاهرات التراثية والثقافية التي تقام في ولاية تندوف شهرة، وتشارك فيها فرق ثقافية ورياضية قادمة من بلديات ولاية تندوف وولايات أخرى، وهو نشاط يتخلله ألعاب رياضية، وسباقات للإبل تعكس فعلا حقيقة عادات وتقاليد وكرم أهل ولاية تندوف، وتعكس أيضا الموروث الثقافي لأهل تندوف الذين يسعون للحفاظ عليه من خلال الاحتفال بمثل هذه المناسبات، وسميت التظاهرة (بمعروف سيدي بلال) نسبة إلى«بلال بن رباح»، وهي تقام سنويا في تندوف. ولعل أهم ما يميز هذه التظاهرة هو تلك الفرق التي تعزف على آلات موسيقية بألبستها التقليدية لتمتع الحضور بنغمات عذبة، منسجمة، إنها «القرقابو» التراثية الراقصة التي تعتبر من بين أهم الأنواع الموسيقية في المغرب العربي بل في القارة الإفريقية بأسرها.
ونجد في الجزائر أن هذه الموسيقى منتشرة بكثرة في الجنوب الغربي، فهي إيقاع ضارب أعماقه في جذور التاريخ، من أصول زنجية متوارثة أبا عن جد، وكما نجد لكل موسيقى دلالتها؛ فالقرقابو أيضا لديه دلالته الخاصة، فهو يعبر عن المختلجات النفسية وعن استقلالية الذات، إضافة إلى أنه يرمز إلى روح التضامن والرحمة بين الأهالي، تتبع موسيقى القرقابو رقصات تتميز بطابع فلكوري يعبر عن طقوس روحية لمختلجات نفسية، ترمز إلى عناء العبودية في العصور الغابرة، كما تمد التظاهرة طابعا خاصا وحركية مميزة، ويسمى الغناء في رقصة القرقابو بـ «البرح»، وقد أدخلت على القرقابو العديد من النصوص الجديدة أقحمها أكاديميون ومبدعون في كل من الجزائر والمغرب، وتدعو هذه النصوص إلى الاتحاد والمحبة وفعل الخير. ويقود فرقة القرقابو رجل كبير في السن يدعى «المقدم»، وتستعمل في موسيقى القرقابو أدوات موسيقية تدعى «القمبري» و«القسطانيس» و«الطبل».
ولتظاهرة «معروف سيدي بلال» مغزى اجتماعي، ثقافي، سياحي وديني من خلال ما تحمله من أبعاد، فهي تشكل محطة هامة لدعم الثقافة المحلية والحفاظ على التراث الثقافي الذي تزخر به ولاية تندوف، كما أنها أصبحت عادة حميدة يهب الجميع للتحضير لها وإقامتها، دافعهم في ذلك إيمانهم بأبعادها الإصلاحية والمتمثلة في التقارب والتآلف، فهي فرصة للاجتماع في ساحة واحدة والأكل من طبق واحد في مناسبة واحدة هي «معروف سيدي بلال».
أما عن إيجابياتها بالنسبة للسياحة فهي تساهم بشكل مباشر في تعزيز السياحة في تندوف من خلال جلب الزائرين من الولايات المجاورة مثل بشار وبسكرة، إضافة إلى أن هذه التظاهرة هي من روافد السياحة الثقافية بالنسبة للمنطقة ذلك لأنها تساهم بشكل مباشر في جلب السياح الأجانب الذين يقدمون في كل مرة انطباعا حسنا عن التراث الثقافي بصفة عامة.

## التراث المادي

حي النهضة بمدينة تندوف.
مدخل مدينة تندوف.
منظر على بلدية أم العسل.

العمران، القصبات، المخطوطات. الزوايا مثل زاوية سيدي بلعمش.
زاوية سيد أحمد الرقيبي...

### المورث الثقافي
يوجد في الولاية العديد من الفرق الفنية مثل:
فرقة قنقة، فرقة قرقابو، فرقة المدح، فرقة السلام، فرقة النسور المسرحية.

## الأكلات الشعبية
البلغمان، الزميته، التشطار (اللحم اليابس)، الحساء، القلية، الدشيشة، السفة وأنواعها، اللبن، الزبدة، بنافة فوكوهي والمرقة.

## الزوايا
- «زاوية الشيخ بلعمش القادرية» بتندوف[3] · .[4]
- «الزاوية التجانية» بالرماضين.[5]

## أعلام
- إذاعة تيندوف
- البحث الحي لإذاعة تندوف

## التعليم الجامعي
تضم هذه الولاية العديد من الجامعات ومؤسسات التعليم الجامعي، منها:
- المركز الجامعي علي كافي (تندوف).[6]

## البنية التحتية
الهياكل الأساسية للطرق:
- الطرق الوطنية (كلم): 1.107
- الطرق الولائية (كلم): 151
- الطرق البلدية (كلم): 132

### المنشآت المطارية
- مطار تندوف جهوي، يربط بالجزائر العاصمة، وهران، قسنطينة، وبشار
- مطار غار الجبيلات (غير مستعمل)

## المناجم
- غار جبيلات

## مخيمات تندوف
تقع المخيمات اللاجئين الصحراويين في الجنوب الشرقي لولاية تندوف الجزائرية هناك مدرسة 27 فبراير التي كانت في السابق عبارة عن مدرسة خاصة بتكوين النساء لتتحول مع مرور الزمن إلى مخيم صغير بحجم الدائرة أو أكثر قليل

## نواب ولاية تندوف في المجلس الشعبي الوطني
يبلغ عدد النواب في المجلس الشعبي الوطني عن ولاية تندوف 5 نواب خلال الدورة التشريعية 2017م-2022م التي انطلقت بعد 4 ماي 2017م.
التوزع الجنسي لنواب البرلمان عن ولاية تندوف (2017م-2022م)
يتوزع نواب البرلمان عن ولاية تندوف في الدورة التشريعية 2017م-2022م وفق الجنس حسب النسب التالية:
1. النواب النساء: 0 (00.00 %).
2. النواب الرجال: 5 (100.00 %).

### التوزيع الحزبي
الانتماء الحزبي لنواب البرلمان عن ولاية تندوف (2017م-2022م)
يتوزع نواب البرلمان عن ولاية تندوف في الدورة التشريعية 2017م-2022م حسب عدة قوائم حزبية:
1. حركة مجتمع السلم: 1 نائب (20.00 %).
2. التجمع الوطني الديمقراطي: 1 نائب (20.00 %).
3. جبهة التحرير الوطني: 1 نائب (20.00 %)
4. الاتحاد من أجل النهضة والعدالة والبناء: 1 نائب (20.00 %).
5. حزب التجديد الجزائري: 1 نائب (20.00 %).

## وصلات خارجية
- الموقع الرسمي لولاية تندوف
- إذاعة تندوف بث حي
- غرفة التجارة لولاية تندوف
- خريطة لشبكة الطرقات لولاية تندوف
- المركز الجامعي تندوف
- خبار بلادي.. الجزائر.. ولاية تندوف